# New Deal

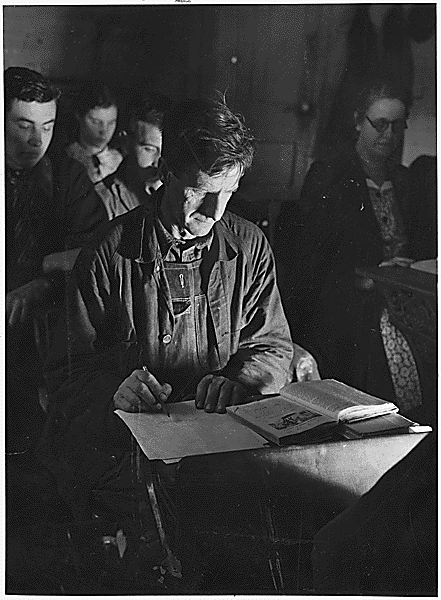
Vzdělávání dospělých umožnilo jejich rekvalifikaci.

New Deal, v češtině také tradičně Nový úděl, případně Nová dohoda,[zdroj?] je název souboru opatření a ekonomických a sociálních reforem zavedených v průběhu let 1933–1937 během vlády prezidenta Franklina D. Roosevelta v USA s cílem podpořit, ozdravit a zreformovat státní ekonomiku Spojených států během Velké hospodářské krize.
New deal se v angličtině používá také přeneseně pro přerozdělení něčeho, přerozdání karet apod.

## Původ
V říjnu roku 1929 začala Velká hospodářská krize poklesem akcií na burze na Wall Streetu v New Yorku. 24. října už akcie prudce klesaly, začala se šířit panika. Další den přišel známý Černý pátek 25. října, když se začaly prodávat i zdravé akcie, aby se zlepšila špatná platební schopnost dodáním peněz.
Prezidentský kandidát F. D. Roosevelt ve volebním programu sliboval, kromě jiného, zrušit zbytečné úřady a komise, snížit platy, snížit vládní výdaje o 25 %, ukončit vládní půjčky a vládní deficity a vyrovnat vládní rozpočty. Roosevelt svého protikandidáta ve volbách v roce 1932 Herberta Hoovera označil za „největšího marnotratníka v dějinách, který vrší úřad na úřad, komisi na komisi, a to všechno za peníze daňových poplatníků.“ Krátce po vítězství ve volbách, 5. března svolal Roosevelt mimořádné zasedání Kongresu. V průběhu prvních 100 dní jeho vlády byla přijata většina opatření Rooseveltova programu, která však směřovala opačným směrem než původní plán.

## Prvních 100 dní
V průběhu prvních 100 dní Rooseveltovy vlády bylo přijato několik opatření:
- bankovní prázdniny: 6. března 1933 prezident USA F. D. Roosevelt rozhodl o zavření všech bank do 9. března, kdy do Kongresu poslal návrh zákona „Emergency Banking Act“ (připravený ještě předcházející Hooverovou vládou). V týž den byl zákon přijat. Zákon umožnil zreorganizovat a znovuotevřít banky schopné přežít, ostatní zlikvidovat.
- zákaz vývozu zlata a stříbra z USA
- odpoutání dolaru od zlatého standardu a jeho devalvace. Roosevelt zakázal soukromé vlastnictví zlata a začal pravidelně upravovat jeho kupní cenu. Poslední cena 35 USD/ unci vydržela až do roku 1971, kdy prezident Nixon zrušil směnitelnost dolaru za zlato.
- Agricultural Adjustment Act: zvyšuje ceny potravin omezením jejich výroby. Podle zákona vláda platila farmářům, kteří nechávali ležet ladem části polí. Tím se měla zvýšit cena potravin a umožnit farmářům mít později vyšší příjmy. Zákon byl zrušen rozhodnutím Nejvyššího soudu USA v roce 1936.
- National Industrial Recovery Act: měl koordinovat průmyslová odvětví, stanovovat výrobní kvóty, omezit „neefektivní“ konkurenční boj, zvyšovat mzdy, stanovit minimální a maximální pracovní čas. Jednotlivá průmyslová a obchodní odvětví měla navíc povinnost vyhotovit soupisy výrobních podmínek, tzv. kodexy čestné konkurence, které zakazovaly noční práci, stanovovaly minimální ceny atd. Zároveň umožnil, aby vláda platila zaměstnancům v některých soukromých podnicích, což podporoval například Gerald Swope, ředitel General Electric. Zákon přinášel některé paradoxní situace, když konkurenti nechali zavřít svého soka kvůli tomu, že dokázal nabídnout výrobek za nižší cenu než oni.

Dále: nařídil vládě financovat velké stavby (letiště, silnice, apod.), které pomohly překonat nezaměstnanost.
Zákon byl zrušen 27. května 1935 rozhodnutím Nejvyššího soudu USA.

## Green New Deal
Green New Deal je navrhovaný ekonomický pobídkový program v USA, který se snaží řešit jak změnu klimatu, tak ekonomickou nerovnost ve společnosti.